# Phacellanthus
Phacellanthus é um género botânico pertencente à família Orobanchaceae.

## Espécies
- Phacellanthus continentalis
- Phacellanthus multiflorus
- Phacellanthus tubiflorus
- Phacellanthus undulatus